# Beata Gabryś
Beata Joanna Gabryś (ur. 24 października 1960) – polska biolog i ekolog, profesor nauk biologicznych, profesor zwyczajny Uniwersytetu Zielonogórskiego, dziekan Wydziału Nauk Biologicznych tej uczelni (2016–2020).

## Życiorys
W 1984 ukończyła studia na Uniwersytecie Śląskim w Katowicach. Rozprawę doktorską pt. Afidofauna gorczycy białej, której promotorem był prof. Michał Hurej, obroniła w 1991 na Wydziale Rolniczym Akademii Rolniczej we Wrocławiu. Stopień naukowy doktora habilitowanego uzyskała w 2000 na UŚ w oparciu o pracę pt. Semiozwiązki w biologii i ekologii mszycy kapuścianej Brevicoryne brassicae (L.). Tytuł naukowy profesora nauk biologicznych otrzymała 23 kwietnia 2009.
Po ukończeniu studiów była nauczycielką biologii w I Liceum Ogólnokształcącym we Wrocławiu. W latach 1986–2002 była zatrudniona w Katedrze Ochrony Roślin (wcześniej pod nazwą Katedra Entomologii Rolniczej) Akademii Rolniczej we Wrocławiu.
Związana z Uniwersytetem Zielonogórskim, na którym objęła stanowisko profesora zwyczajnego (2012). Na uczelni tej kierowała Zakładem Biologii (2001–2007), Katedrą Biologii (2007–2009) oraz Katedrą Botaniki i Ekologii. W latach 2001–2002 była zastępcą dyrektora Instytutu Biotechnologii i Ochrony Środowiska, następnie pełniła funkcję prodziekana Wydziału Inżynierii Lądowej i Środowiska (2002–2007) oraz Wydziału Nauk Biologicznych (2007–2016). W kadencji 2016–2020 została wybrana na dziekana Wydziału Nauk Biologicznych.
Jej zainteresowania naukowe obejmują biochemiczną ekologię roślin i owadów oraz proekologiczne metody ograniczania żerowania fitofagów. Opublikowała ponad 100 prac, wypromowała jednego doktora. Została członkiem rady naukowo-społecznej Leśnego Kompleksu Promocyjnego „Bory Lubuskie” oraz członkiem rady programowej Ogrodu Botanicznego Uniwersytetu Zielonogórskiego.
W 2014 została uhonorowana Medalem „Zasłużony dla Wydziału Nauk o Żywności” Uniwersytetu Przyrodniczego we Wrocławiu.